# Jobb agyféltekés írás
A jobb agyféltekés írás egy olyan, Vidi Rita által kidolgozott kreatív írást oktató módszer, amely a két agyfélteke mentális működési különbözőségére, és a jobb és bal agyféltekével kapcsolatos tudományos kutatásokra alapszik. A módszer kidolgozója arra törekedett, hogy az addig elterjedt több hónapos, esetenként több féléves kreatív írás képzések helyett két nap alatt beindítsa az írói képességet a képzésen résztvevőkben.
Vidi Rita már 1999 óta foglalkozott az agyat érintő kutatásokkal és gyűjtötte az agykutatással kapcsolatos publikációkat, mert édesanyja agyi aneurizmája, az emiatt szükségessé vált agyműtét, és az utána következő, évekig tartó rehabilitáció ráirányította a figyelmét. Íróként és vállalkozóként továbbá foglalkoztatta a könnyed írás tanításának lehetősége, de az áttörés csak 2013-ban következett be, amikor kisfia iskolai problémáit a két agyfélteke integrálásának gyakorlati módszereivel próbálta megoldani, kineziológus segítségével.
Ezek után hozta létre az Író születik elnevezésű, jobb agyféltekés módszertanra épülő, kétnapos intenzív kreatív íróképzését. A 2014-ben megjelent, Írni bárki tud című könyvében részletesen kifejti a módszer tudományos hátterét, az írás és a kreatív írás hétköznapitól eltérő megfogalmazását, a jobb agyféltekés módszerek hatásosságát, és létjogosultságukat is alátámasztja.

## A módszer lényege
Vidi Rita módszerének lényege a két agyfélteke integrálásán, összehangolásán alapszik, illetve azon az elképzelésen, mely szerint a jobb agyfélteke korlátlan mennyiségű és minőségű új információt képes befogadni.
A két agyfélteke integrálására azért van szükség, mert a hétköznapokban a bal agyféltekénk a domináns. Az emberiség többsége jobbkezes, és mivel a végtagjaink az ellenkező oldali agyféltekékbe vannak "bekötve", ezért a jobb kéz, és a jobb láb domináns használatával a bal agyféltekénk az aktívabb. Továbbá két beszédközpontunk is - Broca- és Wernicke-központ - a bal agyféltekében található. A Broca-központ azon szerveket irányítja, amelyek részt vesznek a beszédben, és a hangképzésben (pl. nyelv, gége, izmok), a Wernicke-központ pedig a gondolatok beszéddé formázásáért felelős. Ha beszélünk, vagy tudatosan gondolkodunk, akkor szinte biztosan a bal agyféltekénket használjuk, és ha ez mellé még jobb kezesek is vagyunk, akkor az is biztos, hogy a bal agyféltekénk a domináns.
A két agyfélteke ún. integrálásával, a szoros összeköttetés megteremtésével a jobb agyféltekénk aktivitása a bal agyféltekénk általános aktivitását közelíti. Az agyintegrálást az úgynevezett agyintegráló gyakorlatok segítségével lehet elérni, úgy, hogy a Corpus callosum-on, a kérgestesten keresztül intenzívebbé teszik a gyakorlatok a két agyfélteke közti kommunikációt. Ezek után következik a kreatív írás folyamata, amelyben a jobb agyfélteke kreatív, összképlátásban erős, érzelmek megfogalmazásában domináns képessége érvényesülni tud.

### A módszer előnyei a hagyományos kreatív írás oktatáshoz képest
A hagyományosnak tekinthető kreatív írás kurzusokhoz képest a jobb agyféltekés írás előnye, hogy rövid időn belül sok információt képes adaptálni a tanuló, és a gyakorlatban használni is tudja majd ezeket. A jobb agyféltekés tanulás - Lozanov-módszer, Villám-olvasás módszertana - más megközelítés a hagyományos - frontális - oktatási rendszerekhez képest. A hangsúlyt a megtapasztalásra, és a könnyed, élményszerű tanulásra helyezi, a résztvevők magas motivációs szintjének elérésével és fenntartásával.
A jobb agyféltekés írás módszere teljesen kizárja a kritikát.

### A módszer hátrányai a hagyományos kreatív írás oktatáshoz képest
A Magyarországon is évtizedes múltra tekint vissza a kreatív írás oktatása, bevett módszertannal, különböző műfajokban és stílusokban való elmélyedés lehetőségével, a kritikai érzék fejlesztésével.
A jobb agyféltekés írás képzésnek a hagyományos íróképzésekkel szemben az a hátránya, hogy a jobb agyféltekés kreatív írók kizárólag az olvasók szemével látják saját műveiket, így szakmai szempontok szerint lehet, hogy hibát találunk az írásaikban.
A leggyakrabban előforduló hibák a jobb agyféltekésen írott szövegekben, a kritikus belső hang kiiktatása miatt:
- betűhiányok, írásjelhiányok, elütések, elírások,
- szóismétlések benne maradnak a szövegben,
- perspektíva nem logikus váltogatása fejezeten belül,
- szerkesztési hibák.
A jobb agyféltekésen kézzel írt szöveg írásképe megváltozik az előzőleg bal agyféltekésen írt szöveg írásképéhez képest. 